# Кузман Йосифовски
Кузман Цветанов Йосифовски – Питу (на македонска литературна норма: Кузман Јосифовски - Питу) е югославски комунистически партизанин и народен герой на Югославия.

## Биография
Кузман Йосифовски е роден на 23 юни 1915 година в Прилеп. Баща му, Цветан Йосифов, е от село Велмевци, преселник в Прилеп, а майка му, Левтерия Чкатрова е първа братовчедка на Йордан и Димитър Чкатрови. Брат му Аспарух Йосифовски и сестрите му Мара Йосифовска - Гюрга и Стефанка Йосифовска - Прохаска също участват в партизанското комунистическо движение във Вардарска Македония.
Завършва основното си образование в родния си град, а средното в Битоля. Следва в Белградския университет и се присъединява към ЮКП през 1938 година. През 1939 година става секретар на Местния комитет на ЮКП за Прилеп, но поради несъгласност с политиката на Методи Шаторов е изключен от Покрайненския комитет на комунистическата партия, като скоро след това е реабилитиран.
След колапса на Кралство Югославия по време на Втората световна война се включва в комунистическата съпротива във Вардарска Македония. През август 1942 година инструктурът на ЦК на ЮКП Добривое Радославлевич подготвя новия областен комитет в лицето на Кузман Йосифовски, Борко Темелковски, Мара Нацева и Страшо Пинджур.
През 1943 става член на главния щаб на НОВ и ПОМ и на ЦК на Македонската комунистическа партия и влиза в инициативния комитет за свикването на АСНОМ. След преспанското съвещание от 2 август 1943 година заминава за Скопие. Организира и съпротивата в окупираната от Албания западна част на Вардарска Македония, където установява контакти с гръцки партизани. Йосифовски основава Местния комитет на ЮКП за Дебър в къщата на Лиман Каба.
Кузман Йосифовски е убит при неизяснени обстоятелства на 25 февруари 1944 година. Според официалната версия е убит от български войник край Скопие, отивайки на среща с представители на БКП. Според друга версия Кузман Йосифовски става неблагонадежден в очите на ръководителите на ЮКП заради застъпването му за образуване на независима македонска държава. Светозар Вукманович - Темпо настоява пред Тито Кузман Стефанов да бъде изключен от АСНОМ след преспанското съвещание от 1943 година.
Паметна плоча на Кузман Стефанов има до бившата фабрика „Алумина“ край Скопие, а негови паметници има в Прилеп, в студентския дом в Скопие и в двора на българското посолство в Северна Македония.